# Mayapan
Mayapan (Màayapáan in lingua maya moderna e Mayapán in spagnolo) è un sito archeologico pre-colombiano della civiltà Maya, situato nello Stato messicano dello Yucatán, a circa 40 km sud-est rispetto a Mérida e circa 100 km ovest rispetto a Chichén Itzá. Mayapan fu la capitale politica dei Maya nella penisola dello Yucatan dal 1220 al 1440.
Nel 1221, i Maya si ribellarono contro i signori Maya-Toltechi di Chichén Itzá. Dopo una breve guerra civile, i signori delle città più potenti si incontrarono per ricostruire un governo centrato nella penisola. Decisero di costruire la nuova capitale vicino alla città di Telchaquillo, il luogo di origine di Hunac Ceel, il generale che sconfisse i governatori di Chichén Itzá. La città venne costruita all'interno di mura protettive e venne chiamata "Mayapan", che stava a significare "standard della gente Maya". Il capo della ricca e antica famiglia Cocom venne scelto come re, e tutti gli altri signori regionali e le altre famiglie nobili mandarono i propri membri a Mayapan per formare il governo. Questo sistema rimase in uso per oltre 200 anni. 
Nel 1441 Ah Xupan, membro della potente famiglia Xiu, iniziò a provare risentimento nei confronti della politica adottata dalla famiglia Cocom e organizzò una rivolta. Al termine di ciò la maggior parte dei membri della famiglia Cocom vennero uccisi e la città venne bruciata e abbandonata; la penisola dello Yucatan entrò in un periodo di guerre tra città stato.

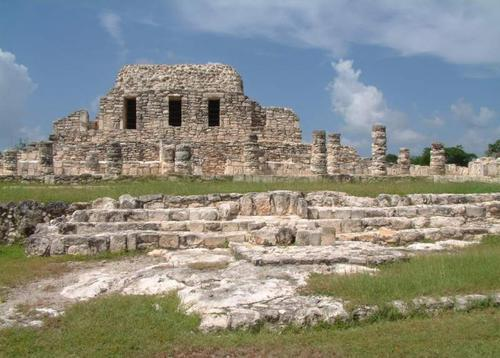
Alcune rovine

Il sito archeologico è meno complesso e appariscente rispetto ad altri come Chichén Itzá o Uxmal. La città presenta una piramide centrale, simile al Castillo di Chichén Itzá, e vi sono alcuni templi di dimensioni modeste e un palazzo di cui sono rimaste le fondamenta; non vi sono molti resti di case comuni appartenenti al popolo Maya. Si stima che all'interno delle mura di 4 km per lato vi fossero 3500 case residenziali, e che Mayapan potesse ospitare da 11.000 a 15.000 abitanti.
Negli anni 50 il Carnegie Institution ha condotto cinque spedizioni archeologiche nel sito, e nel 2001 sono state fatte altre ricerche sotto le istruzioni del Grinnell College.